# Zygophylax leloupi
Zygophylax leloupi is een hydroïdpoliep uit de familie Lafoeidae. De poliep komt uit het geslacht Zygophylax. Zygophylax leloupi werd in 1992 voor het eerst wetenschappelijk beschreven door Ramil & Vervoort. 